# Lagen om estetiska kirurgiska ingrepp och estetiska injektionsbehandlingar
Lag (2021:363) om estetiska kirurgiska ingrepp och estetiska injektionsbehandlingar är en svensk lag som trädde i kraft 1 juli 2021. Lagen reglerar utförare av estetisk plastikkirurgi och estetiska injektionsbehandlingar. Den innebär även att all sådan verksamhet omfattas av flera övriga för sjukvården gällande lagar inklusive patientsäkerhetslagen, patientdatalagen och patientskadelagen. Valda delar av Hälso- och sjukvårdslagen samt socialstyrelsens föreskrifter och råd behöver också beaktas av utförarna.
Utöver att göra övrig för sjukvården gällande lagstiftning tillämplig så specificeras kompetenskrav för olika sorters ingrepp. Estetisk kirurgi förbehålls läkare och tandläkare som genomgått relevant specialistutbildning. Estetiska injektioner förbehålls legitimerade läkare, tandläkare och sjuksköterskor.
Vissa estetiska ingrepp är undantagna. Tatueringar eller injektion av substanser som varken är läkemedel, blod eller fillers begränsas inte av lagen. Syftet med instiftandet av lagen var att skydda liv och hälsa hos individer som väljer att genomgå skönhetsingrepp. Utöver den kompetens som krävs för att utföra ingreppen anses en bred medicinsk kompetens vara nödvändig för att kunna identifiera personer med exempelvis dysmorfofobi eller störd kroppsuppfattning orsakad av annan psykisk sjukdom, och som därför inte bör erbjudas estetiska ingrepp.